# Bourbonne Thermal
Pour les articles homonymes, voir Bourbonne (homonymie).
Bourbonne Thermal est un hebdomadaire saisonnier paraissant à Bourbonne, entre la Première et la Seconde guerre mondiale. Il était imprimé à Vesoul.
Bourbonne Thermal correspond exactement à son titre. Ce n'est pas le miroir d'une région comme sont les journaux régionaux mais c'est le miroir des thermes, de la vie thermale de la ville.
Bourbonne est une petite ville et même une très petite ville dont la fonction majeure sinon unique est la fonction thermale. Elle s'est appuyée également sur un bassin rural resté assez longtemps fertile grâce à son éloignement des villes.
On peut donc comprendre que ce type de presse saisonnier ait existé à Bourbonne comme cela a été le cas dans d'autres stations thermales. On peut aussi comprendre que ce type de presse ait été saisonnier. Il ne pouvait exister que pour autant que les thermes fonctionnaient.
Sous d'autres titres, des journaux identiques sont parus à Bourbonne, à partir de 1865 (La saison thermale de Bourbonne, La saison thermale de Bourbonne les Bains).